# Maracaibo (jezero)
Maracaibo (španělsky Lago de Maracaibo) je lagunové jezero ve Venezuele (Mérida, Trujillo, Zulia). Se svou rozlohou 13 820 km² je největším jezerem Jižní Ameriky a dosahuje maximální hloubky 46 m.

## Geografie
Nachází se jižně od Venezuelského zálivu, se kterým je spojeno mělkým (2 až 4 m) průlivem. Nachází se v mezihorské propadlině mezi hřbety Sierra de Perija na západě a Cordilera de Mérida na východě. Na severním břehu leží město Maracaibo.

## Charakteristika
Břehy jsou nížinné a bažinaté. V jižní části jezera je voda sladká a v severní části slaná. Do jezera ústí více než 130 řek, z nichž největší jsou Chama, Zulia, Catatumbo. Voda odtéká průlivem do Venezuelského zálivu.
Na jezeře je rozvinutá lodní doprava.